# Barbus bergi
Barbus bergi är en fiskart som beskrevs av Chichkoff, 1935. Barbus bergi ingår i släktet Barbus och familjen karpfiskar. IUCN kategoriserar arten globalt som livskraftig. Inga underarter finns listade.